# Hartland (Kalifornija)
Hartland je naseljeno područje za statističke svrhe u američkoj saveznoj državi Kalifornija. Prema popisu stanovništva iz 2010. u njemu je živjelo 30 stanovnika.